# Groß Gusborn
Groß Gusborn ist ein Ortsteil der Gemeinde Gusborn im Landkreis Lüchow-Dannenberg in Niedersachsen.

## Geographie
Der Ort liegt zwei Kilometer südlich von Quickborn, dem Sitz der Gemeinde.

## Geschichte
Für das Jahr 1848 wird angegeben, dass Groß Gusborn 29 Wohngebäude hatte, in denen 176 Einwohner lebten. Zu der Zeit gab es im Ort eine Schule, eingepfarrt war der Ort nach Quickborn.
Am 1. Dezember 1910 hatte Groß Gusborn als eigenständige Gemeinde im Kreis Dannenberg 183 Einwohner. Am 1. Juli 1972 wurde die bis dahin selbständige Gemeinde in die neu gebildete Gemeinde Gusborn eingemeindet.